# Timofej Mozgov

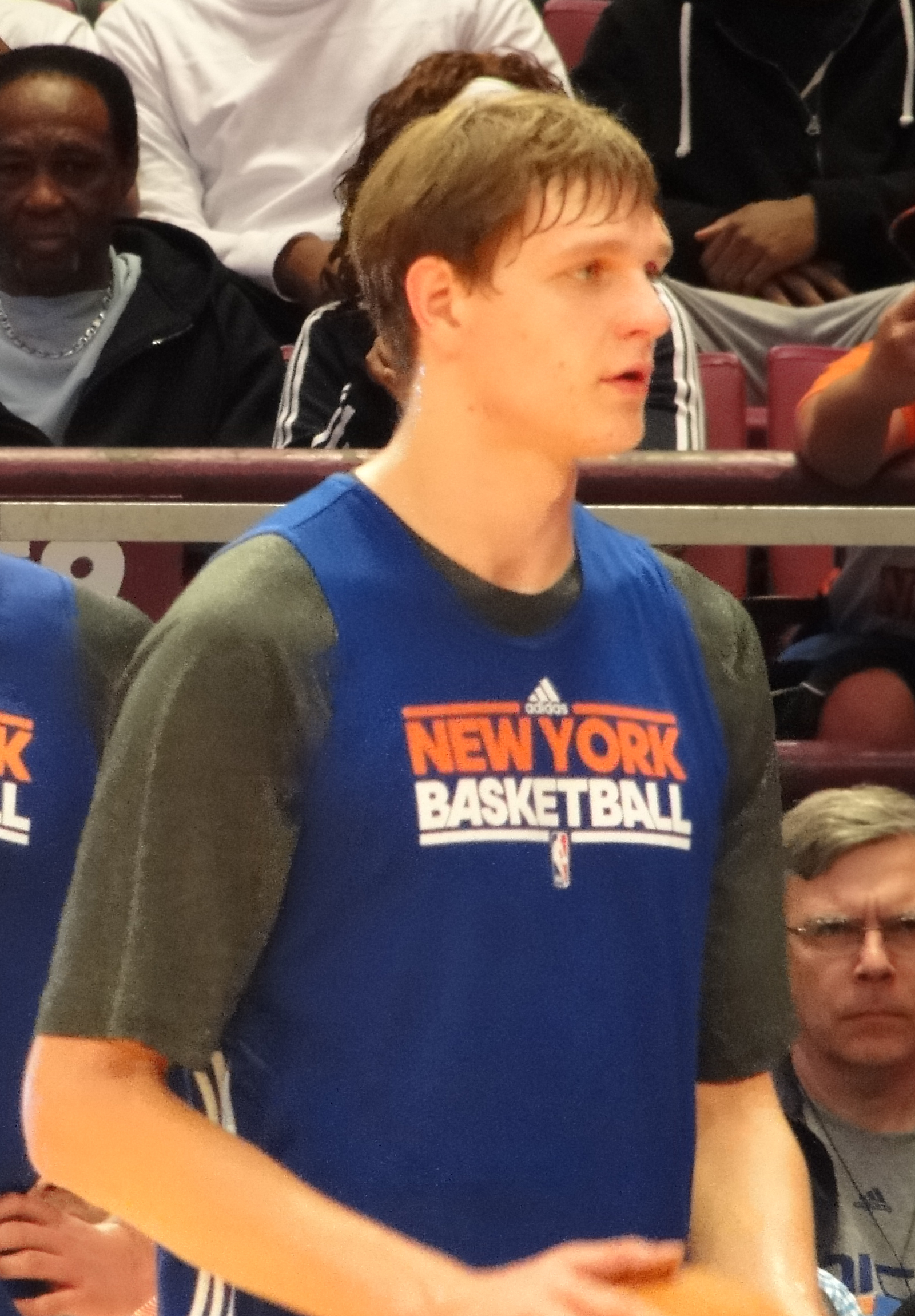
Timofej Mozgov 2012.

Timofej Pavlovitj Mozgov (ryska: Тимофе́й Па́влович Мозго́в), född den 16 juli 1986 i Leningrad, Sovjetunionen, är en rysk basketspelare som spelar som center för Charlotte Hornets. Han tog OS-brons i herrbasket vid olympiska sommarspelen 2012 i London. Han är 216 cm lång.

## Lag
- LenVo St. Petersburg (2004–2006)
- CSK VVS Samara 2 (2006)
- BK Chimki (2006–2010)
- New York Knicks (2010–2011)
- Denver Nuggets (2011–2015)
- Cleveland Cavaliers (2015–2016)
- Los Angeles Lakers (2016–2017)
- Brooklyn Nets (2017-2018)
- Charlotte Hornets (2018-)